# Alza
Alza.cz a.s. – sklep internetowy funkcjonujący w Czechach, od 2004 r. na Słowacji (Alza.sk), a od 2014 r. także w innych krajach Unii Europejskiej (Alza.de, Alza.at, Alza.hu). Oferta sklepu obejmuje elektronikę użytkową, sprzęt RTV oraz AGD.
Maskotką sklepu nieprzerwanie od 2007 jest kosmita Alzák, który jest grany w reklamach przez Bohdana Tůmę.
Sklepy Alza.co.uk i Alzashop.com zakończyły swoją działalność w maju 2022.